# BE Piscium
BE Piscium (BE Psc / HD 6286 / HIP 5007) es un sistema estelar de magnitud aparente +8,24 situado en la constelación de Piscis. Se encuentra a 709 años luz de distancia del sistema solar.
Las componentes principales del sistema son una estrella gigante naranja de tipo espectral K1III y una enana o subgigante de tipo F6. El par constituye una binaria eclipsante con un período de 35,671 días, siendo la órbita prácticamente circular. El sistema es cromosféricamente activo, estando catalogado como variable RS Canum Venaticorum.
La estrella gigante naranja tiene una masa de 1,56 masas solares y un radio 12 veces mayor que el del Sol. Su período de rotación, de 35,49 días, parece estar sincronizado con el período orbital del par. Las observaciones sugieren que existen manchas estelares persistentes en sus polos, uno en cada hemisferio, cuya temperatura es menor que la fotosfera circundante en unos 810 K. La estrella de tipo F6 tiene una masa de 1,31 masas solares y un radio de 1,9 radios solares.
Una tercera componente, visualmente muy próxima al par eclipsante, completa el sistema; es una enana amarilla de tipo aproximado G0. Se estima que el sistema tiene una edad de 2700 millones de años.